# 舊趙甲
舊趙甲，是臺灣彰化縣二林鎮的一個傳統地域名稱，位於該鎮西北部。相較於今日行政區，其範圍大致包括趙甲里、頂厝里。

## 歷史
台灣清治末期至日治初期，舊趙甲地區為一街庄，稱為「舊趙甲庄」，隸屬於二林下堡。該庄東北與萬興庄為鄰，東與萬合庄為鄰，南邊為山藔庄，西南邊一小段與二林庄為界，西邊及西北邊為草湖庄。
1901年（日治明治三十四年）11月，全台廢縣廳改設二十廳，該庄隸屬於彰化廳。1903年（明治三十六年）6月，該庄編入「二林區」，隸屬於彰化廳。1909年（明治四十二年）10月，合併二十廳為十二廳，二林區改隸屬於臺中廳。1920年（大正九年），廢廳、支廳、區、街庄（舊制）改設州、郡、街庄（新制）、大字，該庄改制為「舊趙甲」大字，隸屬於臺中州北斗郡二林庄。1937年，二林庄升格為二林街。
戰後二林街改制為二林鎮，隸屬於臺中縣，大字亦改制為里。1950年10月，中、彰、投分治，二林鎮改隸屬彰化縣。

## 聚落
本地區發展較早的聚落有舊趙甲、頂后厝，在日治期初期的官方地圖上已有記載。此外，本地區尚有莊波寮、王功寮等聚落。

## 交通
縣道143號（二溪路三段～二段）是漢寶至大城的道路，大致以北北西—南南東走向轉縱向再轉北北東—南南西走向經過本地區西部邊界地帶。由該道路向北北西可前往漢寶並止於省道台17線路口，向南南西可前往二林、大城並止於下山腳聚落南側的下山腳堤防道路路口。
縣道148號（二溪路六段）是王功至草屯的道路，大致以西北西－東南東走向經過本地區北端。由該道路向西北西可前往草湖、王功並止於省道台17線舊線（芳漢路王功段）路口，向東南東可前往溪湖、埔心、員林、芬園等地。
鄉道彰126線（鎮平巷）是東口至萬興的道路，大致以西微南—東微北走向由本地區西南部邊界入境後繞大彎轉東北，經鄉道彰127線路口續行，最終於本地區東北部邊界出境。由該道路向西微南可前往草湖地區南部的東口聚落南郊並止於鄉道彰125線路口，向東北可前往萬興並止於縣道148號舊線（二溪路六段）路口。
鄉道彰127線是頂後厝至新莊的道路，其北側端點位於本地區西部頂後厝聚落南郊的縣道143號，由此向東南東直行，經鄉道彰126線路口後續直行，出境後轉南可前往萬合、大排沙、丈八斗東部、𥕟磘、五庄子、樹子腳西北端、樹子腳與內蘆竹塘交界地帶、內蘆竹塘東南部、內蘆竹塘與番子寮交界地帶、番子寮與下溪墘交界地帶並止於新庄聚落的田頭堤防道路路口。

## 學校
- 新生國小